# Gérard Girel
 (janvier 2012).
Si vous disposez d'ouvrages ou d'articles de référence ou si vous connaissez des sites web de qualité traitant du thème abordé ici, merci de compléter l'article en donnant les références utiles à sa vérifiabilité et en les liant à la section « Notes et références ».
Né le 4 novembre 1944 à Marseille, Gérard Girel est un commissaire de police qui a fait toute sa carrière en Police Judiciaire d'abord à Marseille, puis à Lyon, avant de diriger de grands services centraux, la PJ parisienne, puis enfin la direction centrale de la Police judiciaire.

## Biographie
Gérard Girel a débuté dans sa ville natale, d'abord comme commissaire au Service régional de police judiciaire de Marseille de 1976 à 1982, puis comme chef de section criminelle de ce SRPJ de 1982 à 1989. C'était l'époque de la French Connection et des règlements de comptes entre grands parrains marseillais, et dont le juge Pierre Michel a finalement été une victime.
Il transite ensuite par les offices centraux de la Police judiciaire : nommé chef de l'Office central de répression du banditisme (OCRB) en 1986, il dirige de 1987 à 1989 la 5e division de la DCPJ, chargé de la répression des atteintes aux biens et des vols d'œuvres d'art de 1987 à 1989, puis la 6e division de la DCPJ, aujourd'hui Division nationale antiterroriste (DNAT) à partir de 1989.
Chef du SRPJ de Lyon de 1990 à 1995, il y a chapeauté les grandes enquêtes pour abus de biens sociaux et corruption contre des hommes politiques (Michel Noir, Pierre Botton, Alain Carignon). Il revient à Paris en 1995, comme sous-directeur des Affaires économiques et financières (AEF) de la Police judiciaire de la préfecture de police de Paris (PJ-PP), qui coiffe notamment la brigade financière. À ce poste, Gérard Girel va devoir gérer les dossiers d'Elf-Aquitaine, de la mutuelle des étudiants MNEF, des escroqueries dans le milieu de la confection du Sentier.
Le 6 octobre 1999, il devient le nouveau patron de la police judiciaire de la préfecture de police de Paris (PJ-PP) en remplacement de Patrick Riou auquel il avait déjà succédé à la tête des AEF. Il est ensuite nommé directeur central de la police judiciaire (DCPJ) le 4 juillet 2002, toujours à la succession de Patrick Riou.
Le 1er décembre 2004, il devient directeur du département Sécurité de la Fédération bancaire française (FBF) et conseiller auprès de la directrice générale sur les questions de sécurité.
En janvier 2012, il est élu vice-président de la Commission nationale de la vidéoprotection (CNV)
.
Gérard Girel est considéré par ses collègues comme un policier efficace, un «poulet à l'ancienne, à l'image de son physique, solide, trapu, carré, discret», «technicien qui n'a ni clan, ni carte».